# 聖劍傳說 -最終幻想外傳- (2016年遊戲)
《聖劍傳說 -最終幻想外傳-》是史克威爾艾尼克斯開發並發行的動作角色扮演遊戲。這是1991年於Game Boy上發行的聖劍傳說系列首款遊戲《聖劍傳說 ～最終幻想外傳～》的3D重制版。遊戲2016年2月4日在全球Android、iOS和日本PlayStation Vita上發行。
玩家控制少年主角，和少女一起阻止古蘭斯的暗影領主破壞瑪那之樹。遊戲重點圍繞刀戰，採用鳥瞰視角。玩家要走過劃分為多塊區域的世界地圖，並穿過其中的迷宮。和怪物角色戰鬥時，屏幕會顯示計量槽，該槽隨時間而填充，在玩家攻擊或遭受攻擊時歸零；玩家等槽充滿後可發動強力一擊。玩家會有不可控角色隨行，他們或有主人公不具備的技能，或協助玩家擊敗敵人。
遊戲概念由製作人小山田將提出，他希望為2016年系列25周年紀念，讓所有聖劍傳說遊戲登上現今平台。史克威爾艾尼克斯最初對以2D還是3D畫面重製有所爭議，因3D方便智慧型手機控制，並給將來可能的聖劍傳說重製打底，他們選擇了後者。遊戲獲得正面評價，評論者專門稱讚了畫面和配樂，部分評論稱其勝過之前Game Boy Advance的重製版《新約 聖劍傳說》。

## 內容
《聖劍傳說 -最終幻想外傳-》是動作角色扮演遊戲，玩家控制少年主角，和少女阻止古蘭斯的暗影領主破壞瑪那之樹。該遊戲為二維Game Boy遊戲《聖劍傳說 ～最終幻想外傳～》的3D重製版，重製版主要内容相同。智慧型手機玩家用自訂虛擬搖桿和按鍵控制。
遊戲採用鳥瞰視角，以刀戰為主要內容。世界地圖劃分為數塊區域，玩家控制主人公在地圖上移動，進入區域後地圖上會出現敵方角色。玩家需要通過世界各區域分佈的迷宮，迷宮主要一般為三四層，每層切割為多個空間；玩家或要破牆、開鎖、押按鈕、打破罐子才能走出迷宮。
玩家完成遊戲除要和普通敵人戰鬥外，還要擊敗頭目與小頭目。玩家擊敗敵人可獲得經驗值，主人公等級會隨該值累積而提升；升級時可向四個成長方向分配點數，各方向習得能力和強化的屬性值不同：戰士有關物理攻擊，武僧有關防禦和生命值，魔道士有關魔法攻擊和魔法值，賢者可加快提升武器必殺技槽。有時擊敗敵人可撿到道具；一種道具占一個道具槽，上面標記該道具的數量。
戰鬥時螢幕顯示武器必殺技槽，該槽隨時間而增長；玩家停止攻擊等待該槽填滿後，可發動裝備武器對應的強力特殊攻擊。玩家攻擊或受到攻擊後槽會復位。玩家可裝備多類武器，如劍、斧和鏈，各武器攻擊範圍有別：比如劍時中等範圍的揮動和穿刺，鏈時從主人公位置投出長距離的直線。大多武器也有場景使用效果，比如可以用斧砍樹。各類武器還可合成不同效果，比如合成火元素的武器對冰系敵人更有效果。遊戲多處有不可控角色和主人公隨行，幫他和敵人戰鬥。這些伙伴有玩家不會的能力，如富士的治癒術和瓦特的商店。

## 開發
《聖劍傳說 -最終幻想外傳-》是聖劍傳說系列第一作，1991年Game Boy遊戲《聖劍傳說 ～最終幻想外傳～》的重制版。這是《聖劍傳說 ～最終幻想外傳～》的第二款重制作品，首款為Game Boy Advance遊戲《新約 聖劍傳說》，該重製版除去了和最終幻想系列的聯繫，加強了和其他聖劍傳說作品的聯繫。制作人小山田將稱，開發團隊注重在維持原作內容的同時，加入受技術限制未能實現的內容；他們還力求遊戲輕松直觀：比如簡化防具裝備的切換、道具與魔法的使用，同時加入指令快速鍵。遊戲從Game Boy原版和《新約 聖劍傳說》中各取用了部分要素。比如首款重制版支持操控女主角，但該作和原版一樣僅能控制男角色；但該作戰鬥系統、用戶界面和刀戰改編自《新約》而非原版。重制版繼續由原版作曲伊藤賢治配樂，他創作了修改的、更富表現力的改編曲。
2016年是聖劍傳說系列25周年，小山田思索玩家如何能按系列順序，在當今遊戲平臺上遊玩系列時，想到重制初代遊戲。平臺Android、iOS和PlayStation Vita開始就已決定。小山田認為3D遊戲便於智慧型手機操作，但史克威爾艾尼克斯內部起初對2D還是3D畫面意見不一。開發團隊認為也認為3D版更佳，這能為其它潛在聖劍傳說重制版打底；小山田稱或將依該作反響重制《聖劍傳說3》，並按需考慮《聖劍傳說2》。
2015年公開遊戲時，開發進度達50%；12月底時完成90%。遊戲於2016年2月4日在全球Android和iOS發行；日本PlayStation Vita版也同日發行。史克威爾艾尼克斯歐洲部門回應稱，遊戲開發團隊正考慮是否發行西方PlayStation Vita版。史克威爾艾尼克斯還稱正考慮PlayStation 4版遊戲。

## 評價
《聖劍傳說 -最終幻想外傳-》獲得評論正面迴響。148apps的Campbell Bird認為它是同類遊戲的高質量榜樣，並謂之《聖劍傳說 ～最終幻想外傳～》最終版。他認為部分遊戲系統老舊，核心系統沒有教程、缺乏遊戲機制解釋，現今部份玩家或感困擾。TouchArcade的Shaun Musgrave認為，組織鬆散、沒怎麼「監督整枝」、大抵要「激怒一些人」故事令人耳目一新；他喜歡遊戲的簡單和「效率」，並稱不確定對這款重製品是否更满意。TouchArcade將遊戲選為「本週遊戲」，稱之「真精彩的重製」。USgamer的Nadia Oxford稱遊戲「非常像樣的《聖劍傳說 ～最終幻想外傳～》重構」，沒有《新約》那般沉悶。Kotaku的Jason Schreier認為遊戲很出色；他和Oxford一樣較《新約》更喜歡該作，認為其比之於重製更像新遊戲。Pocket Gamer的Harry Slater、Musgrave和Schreier都指稱售價過高。
Bird認為強化的畫面音效和操作加起來給遊戲「極好的第一印象」；他認為這是史克威爾艾尼克斯迄今，視覺和聽覺最好的手機遊戲之一，而且遊戲所有作戰手感和畫面都很棒。Oxford認為觸控螢幕對快節奏遊戲不理想。Schreier認為觸控「還好」，但配方向鍵和按鍵會來得更好。他讚揚遊戲感官效果，稱音樂「極好」、畫面也很不錯。Slater認為遊戲畫面令人難忘，音樂杰出。Musgrave認為遊戲音樂「出眾」，怪物角色設計奇異，並特別稱讚了遊戲的強化3D畫面；他對人類角色的藝術方向不太有把握，但仍稱其勝過《新約》。

## 外部連結
- 官方网站